# EN123

## Ourique -A2[1]
A EN 123 é uma estrada nacional que integra a rede nacional de estradas de Portugal.
Destinava-se a uma ligação entre as suas irmãs N120 (a Ocidente) em Odemira, e a N122 (a Oriente) nas proximidades de Mértola, passando pela ex-estruturante N2, em Castro Verde.
Cumpria, longitudinalmente, a parte Sul do Distrito de Beja.
Os troços Odemira - Ourique e Castro Verde - Mértola foram regionalizados, tendo agora a designação R 123. O troço entre Castro Verde e a A2 foi requalificado, tendo agora a designação IP2. Consequentemente, o único troço que não foi desclassificado foi o Ourique - A2, requalificado em 2007.

## Percurso
| Saídas/localidades intermédias | Estrada que liga |
| ------------------------------ | ---------------- |
| IC1                            | IC1              |
| Ourique norte                  |                  |
| Aldeia dos Grandaços           |                  |
| A2                             | A2               |
| Castro Verde                   | IP2              |